# Arrest Depex/Bergel
Het arrest Depex/Bergel (HR 15 november 1991, NJ 1993/316) is een arrest van de Nederlandse Hoge Raad dat betrekking heeft op eigendomsvoorbehoud en natrekking naar verkeersopvatting van apparaten door een onroerende hoofdzaak.

## Samenvatting
In 1987 is onder eigendomsvoorbehoud een waterdestillatie-unit met bijbehorende apparatuur aan Bergel geleverd ten behoeve van een farmaceutische productie-inrichting. Depex is nog niet betaald als in 1988 surseance wordt verleend. Het eigendomsvoorbehoud wordt erkend, maar de bewindvoerder weigert mee te werken aan afgifte van de apparatuur. In kort geding vordert Depex afgifte van de door haar geleverde apparatuur. Wordt het eigendomsvoorbehoud van Depex doorbroken door natrekking van de installatie door het fabrieksgebouw? De Hoge Raad geeft een maatstaf voor natrekking door verkeersopvattingen, om deze vraag te beslissen. De Hoge Raad wijst op gebreken in de motivering van het hof, omdat niet duidelijk is wat met het woord "fabriek" wordt bedoeld.

## Casus
Depex heeft in 1987 onder eigendomsvoorbehoud een waterdestillatie-unit met bijbehorende apparatuur aan Bergel geleverd ten behoeve van een farmaceutische productie-inrichting. De apparatuur is geplaatst en in gebruik genomen in een fabrieksgebouw van Bergel. In april 1988 is surseance van betaling verleend en in oktober 1988 (tijdens het hoger beroep) is Bergel failliet verklaard. Omdat een rekening van f 126.000 nog niet is betaald, wil Depex in mei 1988 de waterdestillatie-unit cum annexis terugnemen. Bergel en de bewindvoerder hebben geweigerd om de apparatuur terug te geven.

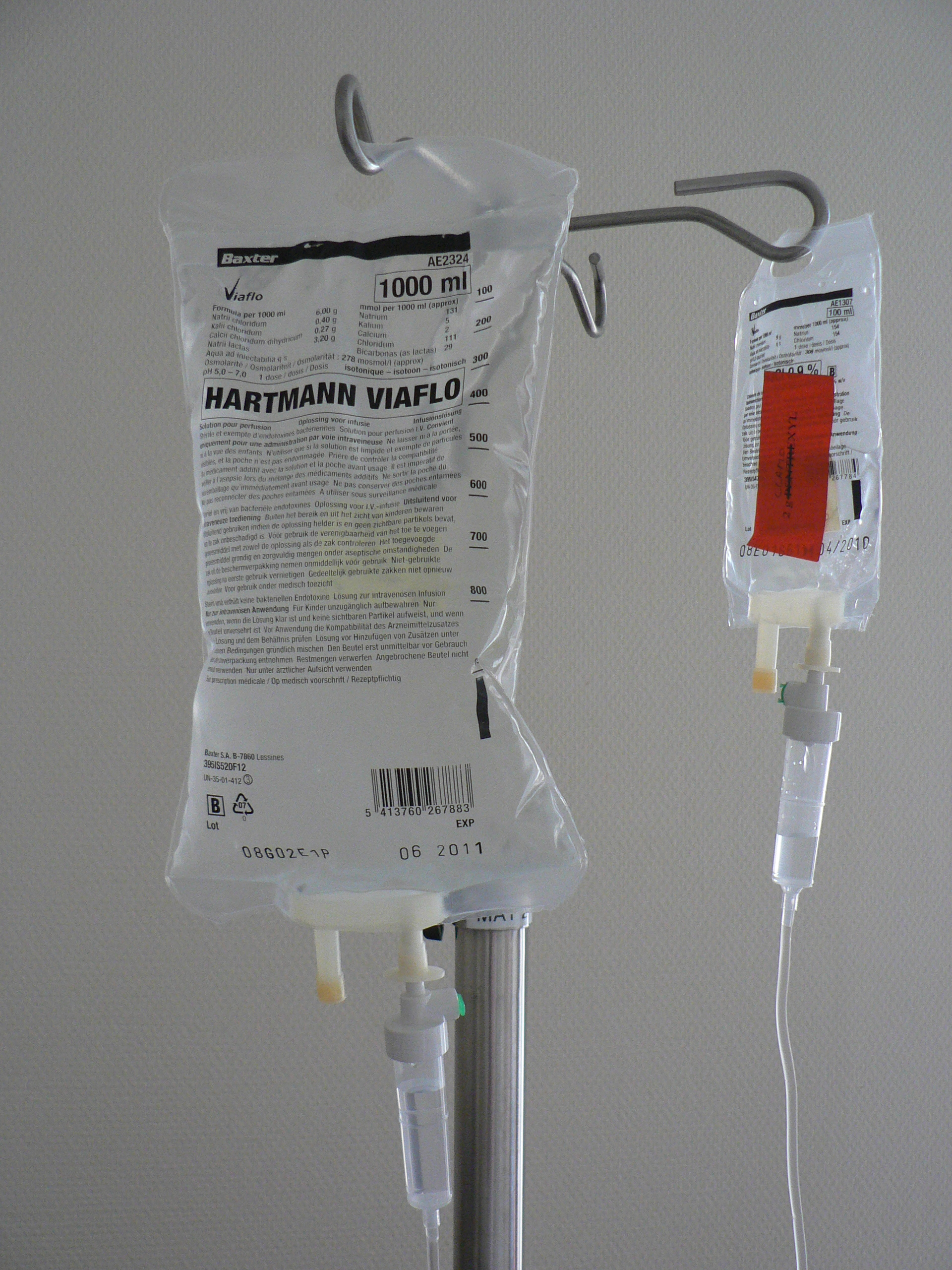
Zakjes met infuusvloeistof

## Rechtsvraag
Wordt het eigendomsvoorbehoud van Depex doorbroken door natrekking van de installatie door het fabrieksgebouw? Is de waterdestillatie-unit cum annexis te beschouwen als bestanddeel van het fabrieksgebouw van Bergel?

De derde grief [van Depex] raakt de kern van het geschil, namelijk of de apparatuur wel of niet is te beschouwen als onderdeel van de fabriek van Bergel. [hof r.o. 5]

Het gaat in cassatie om de vraag of het hof op goede gronden heeft geoordeeld dat de distillatie-apparatuur moet worden aangemerkt als bestanddeel van het onroerend goed van Bergel. [HR r.o. 3.3]

## Procesgang
Betrokkenen:
- Dépex BV
- Bergel Manufacturing NV
  - de bewindvoerder tijdens de surseance
  - de (twee) curatoren in het faillissement
- drie schuldeisers met een hypotheekrecht als onderpand.

De vordering van Depex is door de president in kort geding afgewezen. Dit vonnis is door het hof bekrachtigd. Beiden beslissen dat de betreffende apparatuur door natrekking onroerend is naar verkeersopvattingen. Het arrest van het hof is in cassatie vernietigd, terwijl het geding is doorverwezen naar een ander hof voor verdere behandeling.

### President in kort geding
In kort geding vordert Depex medewerking aan afgifte van de door haar geleverde apparatuur.

Bergel en de bewindvoerder hebben zich (...) op het standpunt gesteld dat de apparatuur "door natrekking onroerend is geworden en derhalve een onzelfstandig zaaksdeel (bestanddeel) is geworden van de onroerende hoofdzaak, de fabriek".

Depex heeft zich op het standpunt gesteld dat de apparaten niet aard- en nagelvast verbonden zijn met de onroerende zaak en derhalve niet uit dien hoofde onroerend zijn, dat zij naar verkeersopvattingen niet een bestanddeel van het gebouw zijn en dat zij niet onroerend door bestemming kunnen zijn geworden nu de eigenaar van het onroerend goed niet de eigenaar van de apparaten was toen deze aan het onroerend goed werden verbonden. [HR r.o. 3.2]

De president in kort geding overwoog:

Tussen partijen staat vast dat het onderhavige gebouw is opgezet en ingericht als een farmaceutische fabriek waarin een speciale ruimte is voorzien voor een waterdistillatie-inrichting, alsmede dat er geen produktie mogelijk is wanneer een van de grondstoffen, gedistilleerd water, niet meer geproduceerd kan worden.

Voorhands is op grond van het voorgaande voldoende aannemelijk geworden dat de waterdistillatie-inrichting in zijn geheel een zo essentieel gedeelte van de farmaceutische fabriek van Bergel vormt dat deze fabriek zonder waterdistillatie-apparatuur niet meer aan haar bestemming kan beantwoorden, hetgeen met zich meebrengt dat de in dit geding opgevorderde goederen door natrekking eigendom zijn geworden van Bergel.

### Hof
Het hof overwoog:

[5]

De derde grief [van Depex] raakt de kern van het geschil, namelijk of de apparatuur wel of niet is te beschouwen als bestanddeel van de fabriek van Bergel. Volgens Depex heeft de president [in kort geding] ten onrechte zich niet beperkt tot beantwoording van de vraag of een fabriek zonder waterdistillatie-apparatuur een incomplete fabriek is, maar hij heeft het begrip bestanddeel te ruim genomen. De president heeft als criterium gehanteerd of de farmaceutische fabriek van Bergel, zijnde een fabriek voor infusievloeistoffen, zonder de betreffende waterdistillatie-apparatuur een incomplete fabriek voor infusievloeistoffen zou zijn.

[6]

Naar het voorlopig oordeel van het hof heeft de president [van de rechtbank] geen onjuiste maatstaf aangelegd.
Een farmaceutische fabriek is al vanwege de speciale eisen van volksgezondheid een bijzonder soort fabriek voor wat betreft inrichting. Bij de beantwoording van de vraag of volgens verkeersopvatting de onderhavige apparatuur een bestanddeel van de fabriek van Bergel uitmaakt, dient derhalve in aanmerking te worden genomen dat het hier gaat om een farmaceutische fabriek.
Het gaat bovendien om een fabriek voor infusievloeistoffen, welke fabriek daarvoor speciaal is ingericht onder meer door de installatie van de betreffende waterdistillatie-apparatuur. Alsdan zou deze fabriek zonder die apparatuur incompleet zijn, en niet meer aan haar doel kunnen beantwoorden. De apparatuur behoort dan bepaaldelijk tot het wezen van de fabriek, in de zin van art. 3:563 BW.

### Hoge Raad
De Hoge Raad wijst op gebreken in de motivering van het hof, omdat niet duidelijk is wat met het woord "fabriek" wordt bedoeld:
het fabrieksgebouw of de farmaceutische productie-inrichting?
Niet de productie-inrichting maar het fabrieksgebouw is de hoofdzaak als het gaat om (het beoordelen van) natrekking van de onderhavige apparatuur naar verkeersopvatting.
Als het hof dat misschien anders heeft gezien, dan is dat een onjuiste rechtsopvatting.
Dat een machine essentieel is voor het productieproces dat in een fabriek wordt uitgeoefend, is niet maatgevend.
De Hoge Raad geeft i.c. een maatstaf voor het beoordelen van natrekking naar verkeersopvatting(en).
De Hoge Raad overwoog (r.o. 3.7):

Met het oog op het na verwijzing te verrichten onderzoek wordt het volgende opgemerkt.

Het gaat in gevallen als het onderhavige om beantwoording van de vraag of apparatuur en gebouw naar verkeersopvatting tezamen als een zaak moet worden gezien. Wanneer gebouw en apparatuur in constructief opzicht specifiek op elkaar zijn afgestemd, ligt hierin een aanwijzing voor een bevestigende beantwoording van die vraag.

Hetzelfde geldt wanneer het gebouw uit een oogpunt van geschiktheid als fabrieksgebouw – gebouw dienende tot het huisvesten van een productie-inrichting – bij ontbreken van de apparatuur als onvoltooid moet worden beschouwd.
Bij het aanleggen van deze laatste maatstaf komt het niet aan op de functie welke de apparatuur (eventueel) vervult in het productieproces.

## Tot besluit
Het arrest heeft betrekking op de situatie vóór invoering van het nieuw BW (1992).
Natrekking naar verkeersopvatting was gevestigde jurisprudentie, welke intussen is gecodificeerd in artikel 3:4 lid 1 BW:

Al hetgeen volgens verkeersopvattingen onderdeel van een zaak uitmaakt, is bestanddeel van die zaak.